# Вісник Академії праці, соціальних відносин і туризму
«Вісник Академії праці, соціальних відносин і туризму» — фаховий науковий журнал в галузі економічних та юридичних наук, який видає Академія праці, соціальних відносин і туризму. Заснований у 1998 році (до 2016 р. мав назву "Вісник АПСВ ФПУ"). Входить до переліку фахових видань, в яких можуть публікуватися результати дисертаційних робіт на здобуття наукових ступенів доктора і кандидата економічних наук (наказ МОН України від 07.10.2016 р. №1222) та з юридичних наук (Наказ МОН України від 22.12.2016 №1604). Журнал виходить 4 рази на рік.

## Проблематика журналу та тематика випусків
Тематична структура журналу охоплює як загальноекономічні, так і спеціалізовані проблеми, а також результати досліджень у галузі маркетингу, юриспруденції, соціології, соціальної роботи, історії. До тематики журналу належить вивчення профспілкового руху та діяльності профспілок.
Журнал видається трьома тематичними серіями - "Економіка", "Право", "Соціальна робота". 

## Редакція
Головний редактор: Семигіна Тетяна Валеріївна — доктор політичних наук, доцент, проректор із наукової роботи Академії праці, соціальних відносин і туризму.
Голова редколегії: Буяшенко Вікторія Василівна — доктор філософських наук, професор, ректор Академія праці, соціальних відносин і туризму.
Редактори тематичних випусків:
- редактор тематичного випуску з економічних наук — Корчинська Олена Антонівна, доктор економічних наук, доцент, завідувачка кафедри маркетнгу АПСВТ
- редактор тематичного випуску з юридичних наук  — Оніщик Юрій Віталійович – доктор юридичних наук, доцент, завідувач кафедри конституційного, адміністративного та господарського права АПСВТ
- редактор тематичного випуску з соціальної роботи  — Карагодіна Олена Геннадіївна, доктор медичних наук, професор, завідувачка кафедри соціальної роботи та практичної психології АПСВТ

## Характеристика
Вісник АПСВТ має свідоцтво про державну реєстрацію друкованого ЗМІ серія КВ № 21787-1168ПР  від 21.12.2015 р. 
Розміщення та індексація журналу в наукових базах:
- Національна бібліотека України ім. В. І. Вернадського[3]
- Міжнародна наукометрична база  Index Copernicus (IC)[4]
- Інформаційніа система Російського індексу наукового цитування "РІНЦ"[5]
- Міжнародна наукометрічна база "ResearchBib"[6]